# Російський ісламський університет (Уфа)
Російський ісламський університет (башк. Рәсәй ислам университеты Рәсәй іслам університети) - недержавний вищий навчальний заклад в Російській Федерації при Центральному духовному управлінні мусульман в Уфі. 

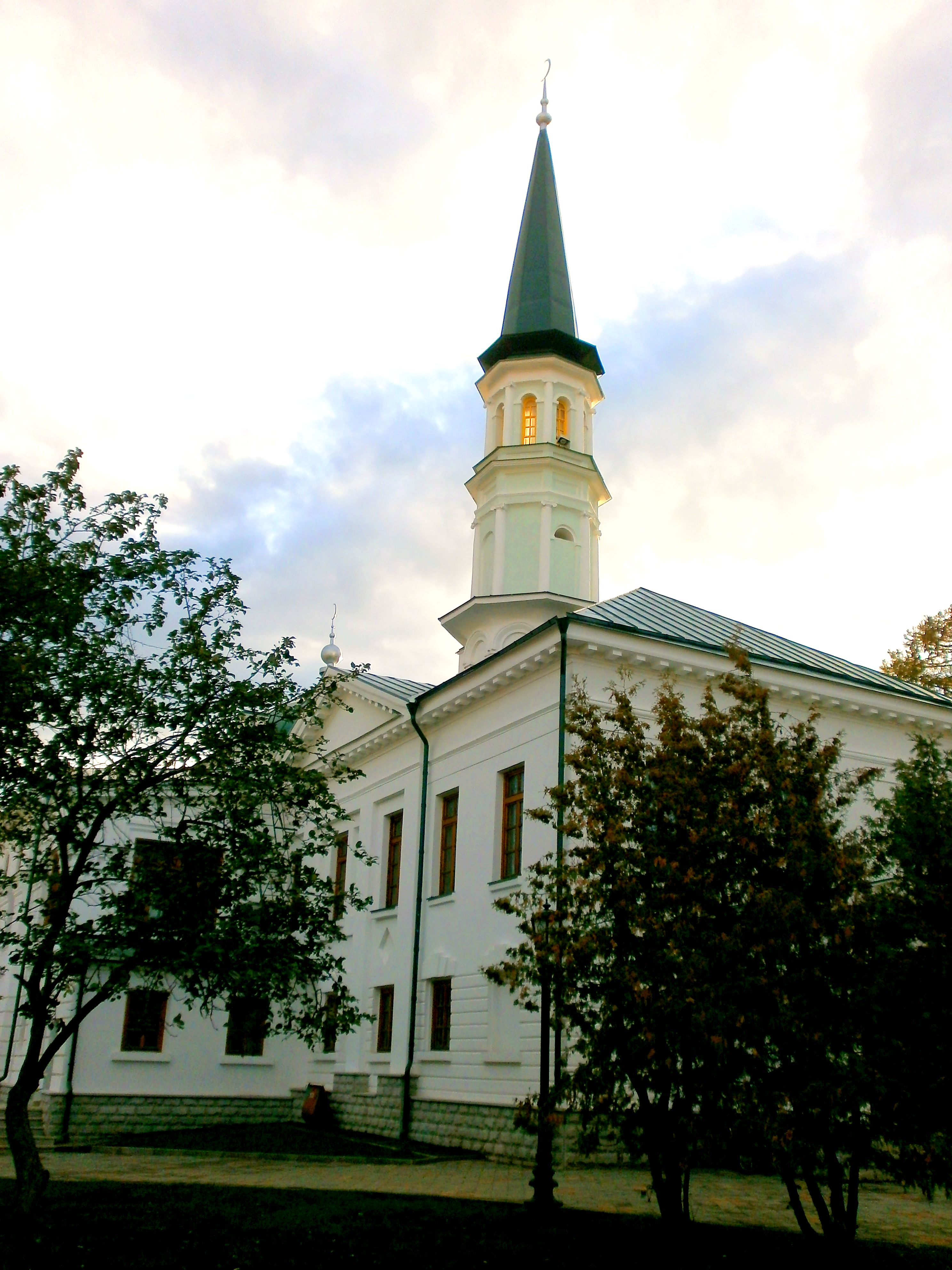
У 1989-1999 рр. навчальний заклад розташовувався в будівлі Першої соборної мечеті м. Уфи

## Історія
У 1989 році на підставі Постанови Ради у справах релігій Кабінету Міністрів СРСР в Уфі було відкрито Медресе імені Різаітдіна Фахретдіна на базі Першої соборної мечеті. 
У 1999 році реорганізовано в Російський ісламський інститут імені Р. Фахретдіна.
У 1999-2005 рр. навчальний заклад розташовувався в будівлі мечеті «Ляля-Тюльпан». 

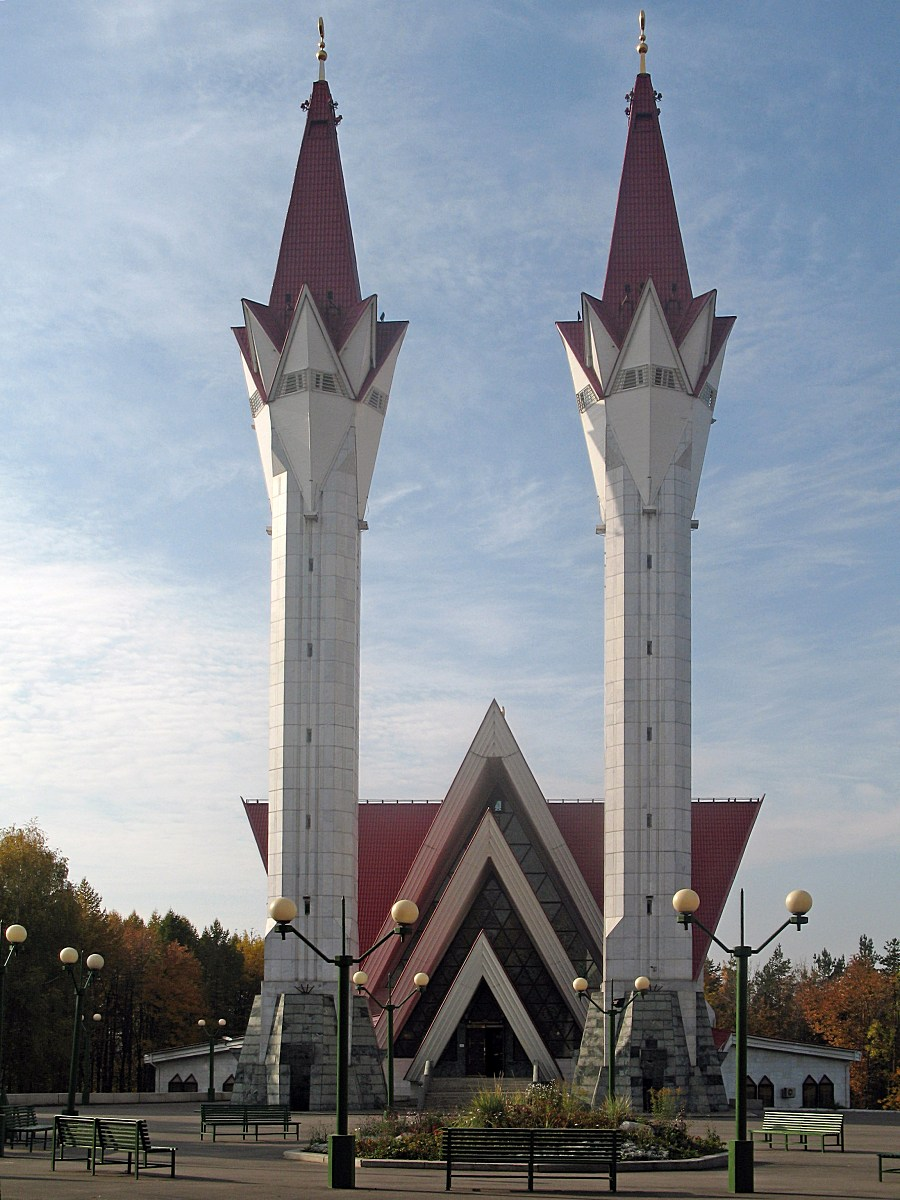
У 1999-2005 рр. РІУ розташовувався в будівлі мечеті «Ляля-Тюльпан»

У 2001 році згідно з рішенням Уряду Республіки Башкортостан і Президії Уфимської міської ради у власність Центрального духовного управління мусульман було повернуто будівлю знаменитого медресе «Галія». 

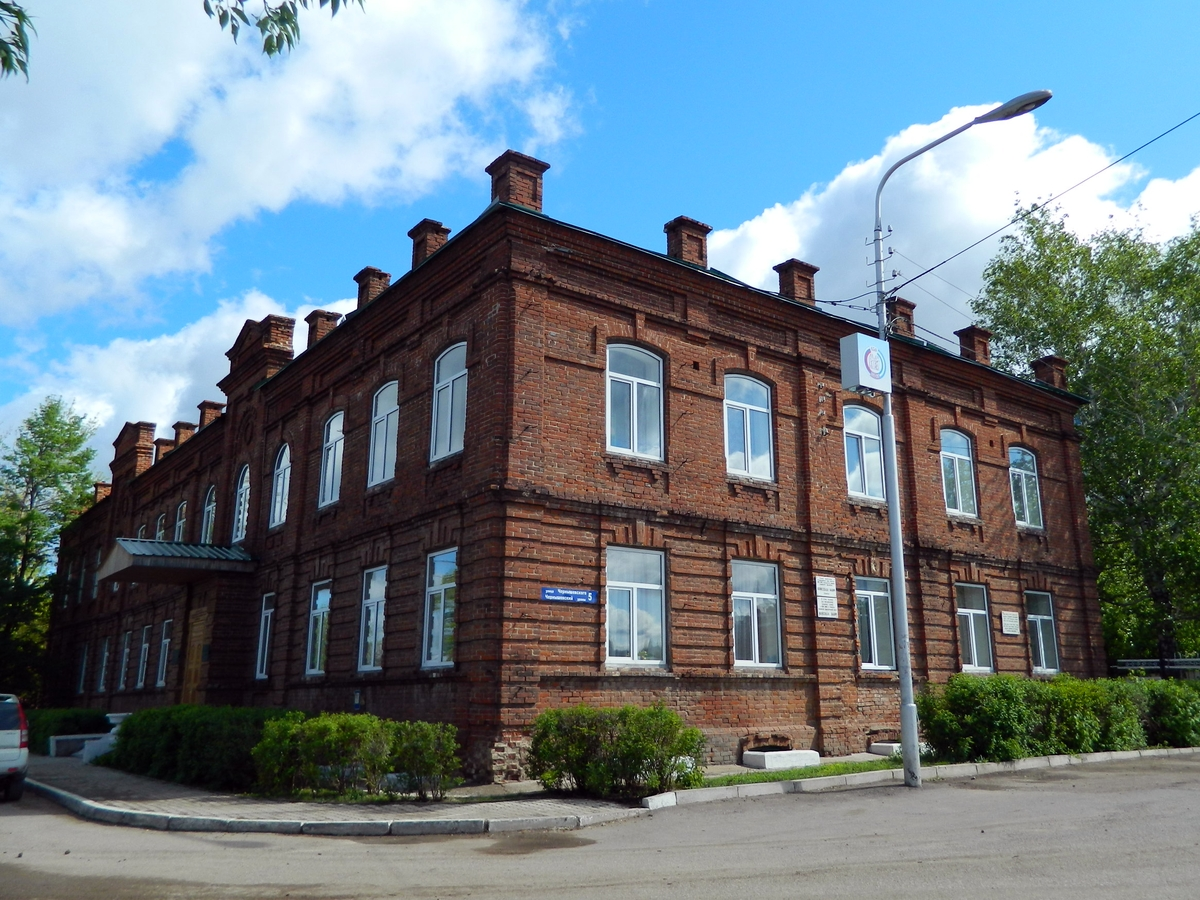
З 2001 року навчальний заклад розташовується в колишньому будинку медресе «Галія».

У 2003 році перетворено в Російський ісламський університет Центрального духовного управління мусульман Росії. 

## Структура
У складі Російської ісламського університету 3 факультети: 
- теолого-педагогічний факультет;
- факультет основ віровчення та історії ісламу;
- факультет перепідготовки, підвищення кваліфікації та додаткової освіти.

Крім того вуз складається з 7 кафедр, в тому числі двох міжвузівських (спільно з Башкирським державним педагогічним університетом імені М. Акмулли ). 
Університет має бібліотеку, комп'ютерні класи, а також редакційно-видавничий відділ. З 2009 року в редакційно-видавничому відділі навчального закладу випускаються монографії, навчально-методичні посібники. 

## Навчання
Навчання ведеться на денному, вечірньому і заочному, чоловічих і жіночих відділеннях. 
Російський ісламський університет здійснює підготовку імам-хатибів, імам-мухтасибів, мугаллімів, викладачів ісламських наук і арабської мови. 
Випускникам навчального закладу присвоюється кваліфікація фахівця, бакалавра або магістра. 

## Керівники
- Касим-хазрат Салімов;
- Равіль Утябай-Карімі;
- Ринат Раєв;
- Артур Сулейманов.